# Senis
Senis è un comune italiano di 378 abitanti della provincia di Oristano in Sardegna.

## Storia
L'area fu abitata già in epoca prenuragica, nuragica e romana, per la presenza nel territorio di numerose testimonianze archeologiche.
Nel medioevo appartenne al Giudicato di Arborea e fece parte della curatoria di Parte Valenza. 
Fino al XIII secolo la villa era protetta da un castello costruito in funzione difensiva sul colle di Funtana Menta.
Alla caduta del giudicato (1420) passò sotto il dominio aragonese e formò una baronia che vide il susseguirsi di diverse signori e baroni, tra i quali ricoprì l'incarico di primo signore di Senis Luigi Ludovico Pontos (1417-1421), nominato direttamente dal re Alfonso V il Magnanimo.
Nel 1421 il feudo venne acquistato da Francesco Carbonell sotto il cui dominio rimase fino al 1432, anno in cui venne acquistato da Pietro Joffrè (1432-1460) con il titolo di primo Barone, ottenendo dal re il privilegio di trasmettere l'eredità alle figlie femmine, in assenza di maschi.
Il paese venne riscattato ai Nin Zatrillas, ultimi feudatari, nel 1839 con la soppressione del sistema feudale.
Dal 1928 al 1950 il comune fu aggregato a quello di Nureci.

### Simboli
Lo stemma e il gonfalone del Comune di Senis sono stati concessi con decreto del presidente della Repubblica del 13 febbraio 2006.
Il gonfalone è un drappo di giallo.

## Monumenti e luoghi d'interesse

### Siti archeologici
Nel territorio di Senis sono presenti otto nuraghi e i resti del parco baronale del 1600:
- Nuraghe Amnirinei o Amnirinzi
- Nuraghe Bidda Perda
- Nuraghe Maria Turri
- Nuraghe Monte Santa Vittoria
- Nuraghe Senis Mannu
- Nuraghe Sirigoni
- Nuraghe Tanca Seddau
- Nuraghe Terra Arrubia
- Cava preistorica di selce
- Fontana spagnola di Senis

## Società

### Evoluzione demografica
Abitanti censiti

### Lingue e dialetti
La variante del sardo parlata a Senis è il campidanese occidentale.